# José Naranjo
José Naranjo (* 19. März 1926 in La Experiencia, Jalisco; † 11. Dezember 2012 in Guadalajara), auch bekannt unter dem Spitznamen „El Chepe“ (deutsch ‚der Buckel‘), war ein mexikanischer Fußballspieler auf der Position des Stürmers. Er war der erste von insgesamt sieben Spielern aus dem Talentschuppen des Amateurvereins CD Imperio, der zu einer Fußball-Weltmeisterschaft nominiert wurde.

## Biografie

### Verein
Naranjo verbrachte seine Jugendjahre beim Club Imperio, einem in der Ausbildung von talentierten Fußballspielern seiner Region äußerst erfolgreichen Amateursportverein aus dem Stadtviertel La Experiencia im Norden von Zapopan.
Seinen ersten Profivertrag erhielt er 1944 beim Club Oro; einem Verein aus der Nachbarstadt Guadalajara, bei dem er bis zum Ende seiner aktiven Karriere 1960 unter Vertrag blieb. Mit insgesamt 96 Toren, die „El Chepe“ Naranjo in seiner 16-jährigen Tätigkeit beim CD Oro erzielte, ist er der Rekordtorschütze dieses Vereins in der Primera División.

### Nationalmannschaft
Sein Debüt in der mexikanischen Nationalmannschaft gab Naranjo am 25. September 1949 beim 3:0-Sieg über Kuba, zu dem er gleich zwei Treffer beisteuerte.
Bei der Fußball-Weltmeisterschaft 1950 war er der erste Spieler aus dem Nachwuchs seines Heimatvereins Imperio, der in den WM-Kader berufen wurde und in den Spielen gegen Jugoslawien (1:4) und die Schweiz (1:2) zum Einsatz kam.
1954 wurde er erneut nominiert und bestritt – gemeinsam mit seinen „alten Kameraden“ aus der Zeit beim Club Imperio, Alfredo Torres (der jetzt beim Stadtrivalen Atlas unter Vertrag stand) und Raúl Arellano (der bei Chivas Guadalajara sein Geld verdiente) – beide Spiele der Mexikaner bei dieser WM. Drei Stammspieler aus dem Nachwuchs eines Amateurvereins bei derselben WM dürften mit Sicherheit rekordverdächtig sein!
Und Naranjo stellte weitere Rekorde auf: er war der einzige Mannschaftskapitän einer mexikanischen Fußballnationalmannschaft bei einer WM aus der Talentschmiede des Club Imperio und der Spieler aus dessen Nachwuchs, der mit insgesamt 4 Einsätzen die meisten WM-Spiele absolvierte.
Naranjo litt an der Alzheimer-Krankheit und starb im Alter von 86 Jahren im Dezember 2012 in Guadalajara.